# Хрестівка (село)
Хресті́вка — село в Україні, центр Хрестівської сільської громади Каховського району Херсонської області.
Є центром територіальної громади, що утворилася 14 грудня 2016 року, до складу якої увійшли п'ять населених пунктів: село Долинське, Надіївка, Новонаталівка, Шевченка.

## Історія
Перша згадка про Хрестівку в історичних джерелах датується 1909 роком.
Радянську владу встановлено у січні 1918 року. У липні 1923 року в селі виник ТСОЗ «Хлібороб». Проти німецько-фашистських загарбників на фронтах Великої Вітчизняної війни бився 81 житель села. 53 чоловіка нагороджені бойовими орденами й медалями СРСР. Уродженця Хрестівки В. М. Шелеста удостоєно звання Героя Радянського Союзу. Загинуло 28 чоловік.
В селі працювало 50 комуністів, 148 комсомольців.
Радгосп «Чаплинський», центральна садиба якого містилась в Хрестівці, користувалась 6,1 тис. га сільськогосподарських угідь, у тому числі орної землі 5,8 тис. га (з них 592 га зрошуваної).
Виробничий напрям господарства — вирощування зернових культур і м'ясо-молочне тваринництво.
В 1970 року радгосп виростив урожай озимої пшениці по 41,6 цнт з га. За досягнуті успіхи в розвитку сільського господарства 23 працівників радгоспу у післявоєнний час нагороджено орденами й медалями Союзу РСР. Орденом Леніна відзначено доярку Н. М. Данченко і директора радгоспу Я. І. Оксамитного.
Діють середня школа, в якій навчається 362 учні і працює 32 учителі, клуб із залом на 260 місць, бібліотека, фельдшерсько-акушерський пункт, дошкільний дитячий заклад
24 лютого 2022 року село тимчасово окуповане російськими військами під час російсько-української війни.

## Населення
Згідно з переписом УРСР 1989 року чисельність наявного населення села становила 1454 особи, з яких 688 чоловіків та 766 жінок.
За переписом населення України 2001 року в селі мешкала 1671 особа.
На території села компактно проживають турки-месхетинці. Розмовляють турецькою та українською мовами.

### Мова
Розподіл населення за рідною мовою за даними перепису 2001 року:
| Мова       | Відсоток |
| ---------- | -------- |
| українська | 72,02 %  |
| російська  | 6,67 %   |
| молдовська | 0,18 %   |
| білоруська | 0,12 %   |
| гагаузька  | 0,06 %   |
| інші       | 20,95 %  |